# 청벌과

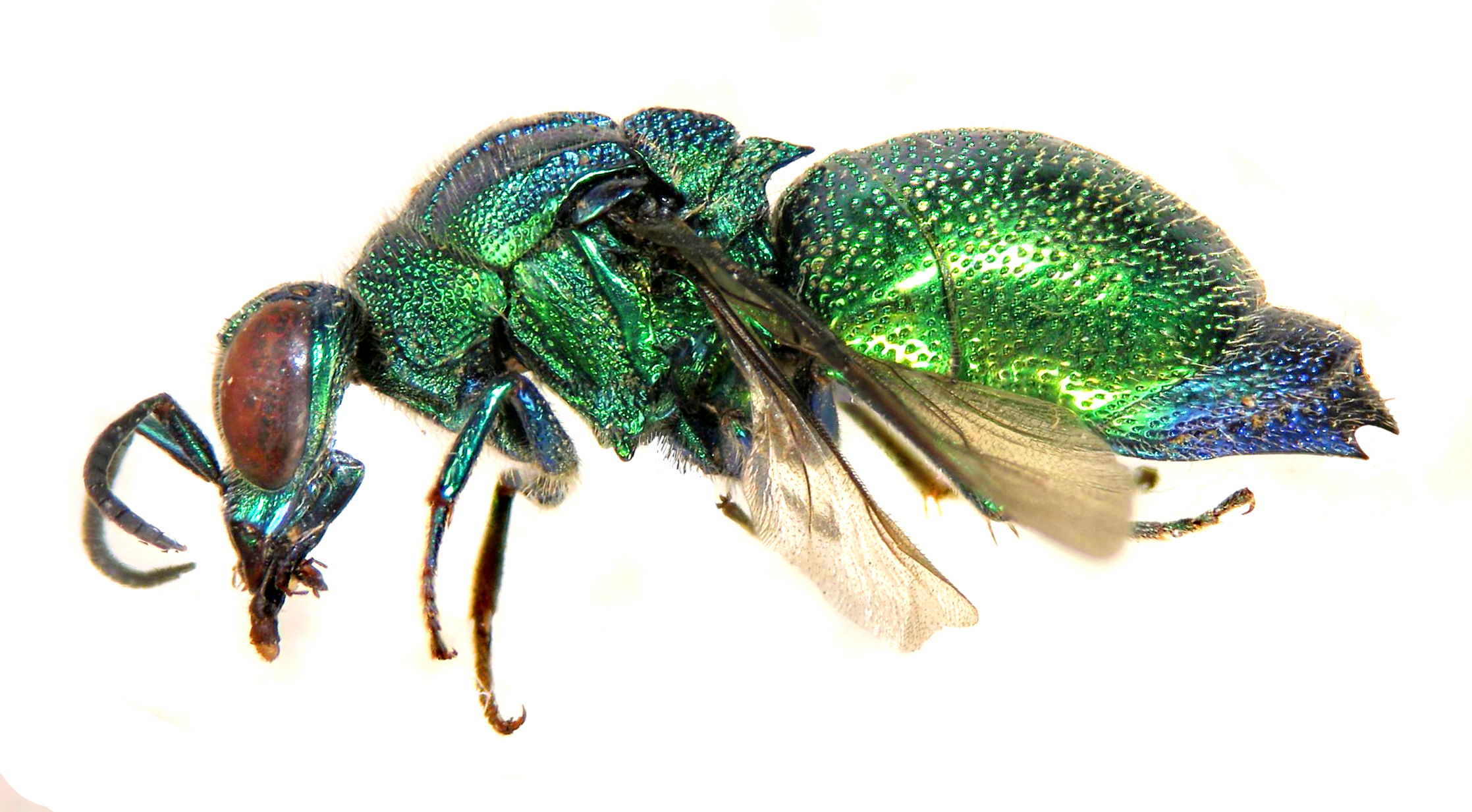
왕청벌

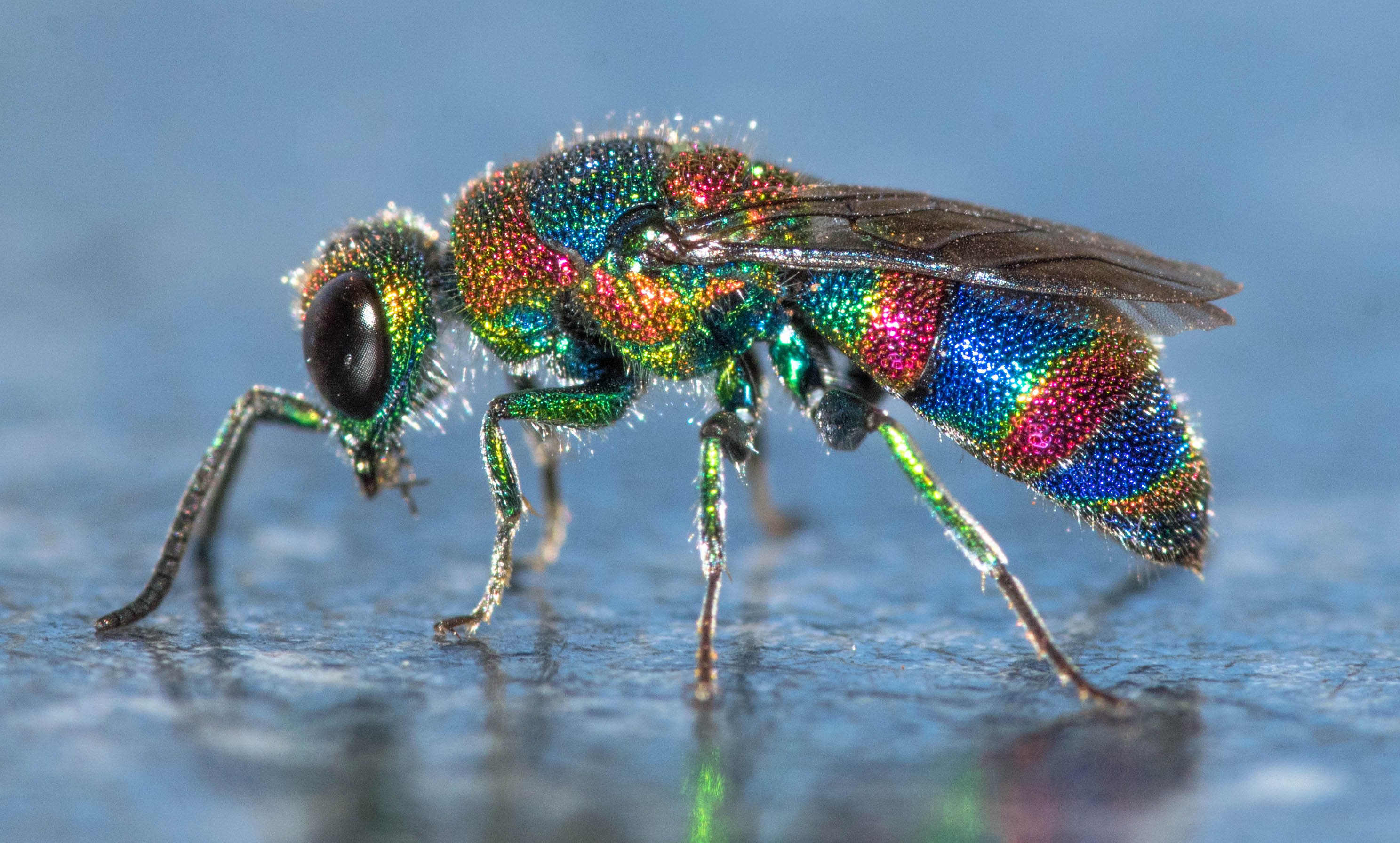
Chrysis concinna

청벌과(Chrysididae)는 벌목 청벌상과에 딸린 과다. 여기에 딸린 종들을 집합적으로 청벌(영어: cuckoo wasp)이라고도 한다. 3천 종 이상이 기재된 매우 큰 과로, 대부분의 종이 기생벌 또는 노동기생벌이다. 구조색으로 만들어진 찬란한 녹색 또는 적색의 금속성 광택을 띤다. 전세계의 건조한 초원 또는 사막 지역에 주로 분포하며 한국에는 45종 이상이 있다.